# Ailill Aulom
Ailill Ollamh (o Oilill Olum) a la història tradicional irlandesa era fill de Mug Nuadat i era un rei de la meitat sud d'Irlanda, situat al segle iii per la genealogia irlandesa moderna. Sadb ingen Chuinn, filla de Conn de les Cent Batalles, en el seu segon matrimoni, es va casar amb Ailill. Va dividir el regne entre els seus fills Éogan Mór, Cormac Cas i Cian. Éogan va fundar la dinastia dels Eóganachta. El fill de Sadb, Lugaid Mac Con, que era el fill adoptiu d'Ailill, es va convertir en Gran Rei d'Irlanda.
El Llibre de Leinster conté poemes que se li atribueixen.
Els O'Sullivan són un dels nombres de cognoms que s'indiquen a continuació com a descendents d'Ailill Ollamh. L'An Leabhar Muimhneach (Llibre de Munster) té una extensa genealogia dels septes Eóganacht.

## Llegenda
Ailill, rei de Munster, va descobrir que l'herba dels seus camps no creixia. Sense l'herba, no hi havia ramats; sense el bestiar, la seva gent es moriria de fam. Ferchess el druida li va dir que anés a Knockainey a la nit de Samhain. Quan va arribar, Ailill es va quedar mig adormit i va tenir una visió d'Áine, la deessa de les collites abundants i de la fertilitat. Superat pel desig, la va forçar, un assalt que va acabar amb Áine mossegant-li l'orella, d'aquí el nom Aulom "d'una sola orella". Segons la llei antiga irlandesa, només una persona "sense taca" pot governar, i en mutilar-lo així, Áine el va fer incapaç de ser rei. Com a encarnació de la sobirania, pot atorgar i eliminar el poder d'un home per governar.

## Més a prop de la història
En un dels tracts supervivents més antics de la història primerenca del Deirgtine, el Proto-Eóganachta, Ailill és ell mateix anomenat druida. A més, si el seu pare Mug Nuadat va existir o no més enllà d'alguna associació familiar amb el déu Nuada, se sol creure que Ailill és una relació o descendent probable de Nia Segamain.